# Iverni

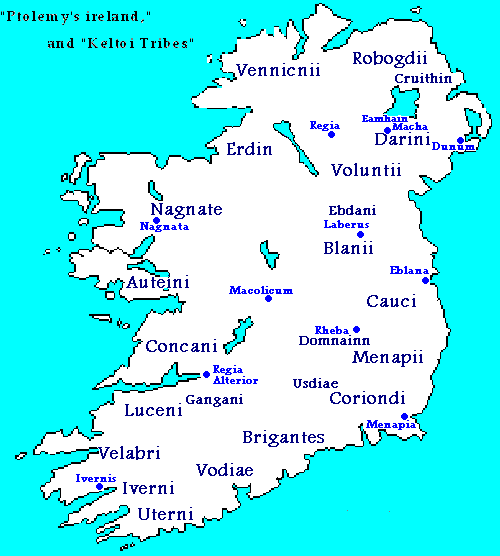
L'Irlande selon Ptolémée et ses peuples celtes

Les Iverni ou Iberni ou Hiberni sont un ancien peuple celte d’Irlande mentionné par Ptolémée dans son ouvrage du IIe siècle Géographie. 
Leur appartenance aux peuples celtes est toutefois incertaine.

## Les Iverni de Ptolémée
Ptolémée, dans son ouvrage Géographie cite le nom de 16 tribus qui peuplent l’Irlande. Selon son récit, à cette époque, les Iverni étaient devenus l’une des tribus les plus importantes de l'ile et peuplaient le sud-ouest de cette dernière.
Il est toutefois peu probable, selon nombre d'auteurs tels que J.-J. Tierney et Theodore William Moodyque Ptolémée fût jamais allé en Irlande.
Ainsi, selon Nora Kershaw Chadwick et Myles Dillon, les noms des peuples et cités donnés par Ptolémée « sont d'authenticité douteuse et il est permis de supposer qu’ils proviennent de récits de marins. [...] Il est très peu de noms de peuples ou des cités de Ptolémée qui soient identifiables à des noms de la tradition littéraire irlandaise ».
La plupart des auteurs s'accordent toutefois sur l'existence d'un peuple dénommé Iverni, mais la question de leurs origines (certains auteurs les associant aux Belgae du Sud-Ouest de la Grande-Bretagne) demeure largement controversée. 
Ainsi, Nora Kershaw Chadwick écrit, s'agissant de la période antérieure au Ve siècle av. J.-C. en Irlande que : « En ces temps préhistoriques, l'Irlande était peuplée par un peuple appelé "Erainn" (Les Iverni de Ptolémée) ».
Selon Joseph Vendryes, « la mention de l’Irlande au Périple, lui donnant le nom d’Iera nossos, milite en faveur de la présence très ancienne des Erainn-iverni en Irlande ».
Robert Fitzroy Foster et Douglas Bartlett Gregorécrivent aussi que les Iverni sont identiques aux Erainn qui régnèrent sur le Munster jusqu'à l'arrivée de la dynastie Eoganacht.
Selon Ian Adamson, « les Iverni de Ptolémée étaient situés dans ce qui est maintenant le Comté de Cork, le nom ayant survécu sous la forme Erainn ».

## Origines
Selon une thèse qui semble dépassée,, ce peuple serait apparenté aux Belgae du Sud-Ouest de la Grande-Bretagne, qui proviendraient eux-mêmes de la province de la Gaule belgique.
C. Thomas Cairneyécrit aussi que :  « Les Erainn constituent le deuxième des groupes Celtes venus en Irlande (...) ils sont arrivés du continent entre 500 et 100 av. J.C. et ont établi leur culture de la Tène dans l’île en tant qu’aristocratie guerrière possédant une technologie supérieure de fabrication d’armes en fer. Ils étaient apparentés aux Belgae du Sud-Ouest de la Grande-Bretagne, et étaient en général connus sous le nom de Ulaid dans le nord, et de Erainn ou Desi dans le sud ».
Cette association avec les Belgae est remise en question aujourd'hui.
Ainsi, selon Venceslas Kruta, « Leur nom a été quelquefois mis en relation avec celui des Belges mais ce rapprochement apparaît peu convaincant ». 
Pour Christian-J. Guyonvarc'h et Françoise Le Roux, « Le nom [Fir Bolg] ne prouve en rien non plus un peuplement brittonique (belge) de l'Irlande antérieurement aux Goidels ».
Par ailleurs, Bryan Sykes, professeur de génétique à l’université d’Oxford, a procédé à une étude des origines des irlandais et des anglais. 
Selon cette étude, les données génétiques recueillies montreraient qu’une large proportion des irlandais sont originaires de la péninsule ibérique et non des populations celtes qui se sont répandues depuis les contrées au cœur des civilisations de Hallstadt et de La Tene.
Selon B. Sykes, du point de vue de la génétique, on ne peut « trouver de preuve d'une arrivée à grande échelle de celtes depuis le centre du continent européen ».
Cette étude pourrait donc confirmer la thèse évoquée par Henri Hubert, selon laquelle les irlandais proviendraient de la péninsule ibérique.

## Étymologie
Le nom de ce peuple semble provenirdu nom donné à l’île entière : Hibernia ou Ivernia (Ἰουερνία)qui proviendrait du nom de l'Irlande Éire en irlandais, nom lui-même issu du nom de la déesse Ériu (ou Erin, Eri), déesse souveraine de l'Irlande, faisant partie des Tuatha Dé Danann.
Le mot *Iweriu en irlandais primitif (Ériu en vieil irlandais) provient de la racine indo-européenne *PiHwerjoHn (qui signifie « Le pays fertile »).

## Modèle historique de T.F. O'Rahilly
Le spécialiste d'histoire celte, T. F. O'Rahilly, membre de la Royal Irish Academy, propose un modèle pour la préhistoire irlandaise, basé sur son étude des influences sur la langue irlandaise, et une analyse critique de la mythologie irlandaise et de la pseudo-histoire.
T. F. O'Rahilly distingue quatre vagues successives d'envahisseurs celtiques :
- Les Cruithne ou les Priteni (vers années -700 – années -500)
- Les Builg ou les  Iverni  (Érainn) (vers années -500)
- Les Lagin, les  Domnainn  et les  Gálioin (vers -300)
- Les Goidels ou les  Gaëls  (vers -100)

Selon T.F O'Rahilly, les Iverni sont apparentés aux Belgae et auraient donné naissance au mythe des Fir Bolg du Livre des invasions de l'Irlande (Lebor Gabála Érenn). Selon cet auteur, ce peuple parlait une langue celte appartenant au groupe des langues brittoniques connue sous le nom de Ivernique, parlée particulièrement dans la province du Leinster. Il convient de noter que les idées du Professeur O'Rahilly, bien qu'encore extrêmement influentes, ne sont plus universellement acceptées (cf. Venceslas Kruta et Christian-J. Guyonvarc'h, préc.).

## Descendants
Selon O'Rahilly, les descendants des Iverni furent connus sous le nom de Éraind ou Érainn dans la province du Munster.
D’autres, tels que James MacKillop, pensent que le groupe des descendants inclut les Corca Dhuibhne du Comté de Kerry, les Déisi du Comté de Waterford, les Osraige du Royaume de Osraige et les Dál nAraidi du Comté d'Antrim. Les Builg, identifiés comme étant les Belgae historiques et les Fir Bolg de la Mythologie celtique irlandaise, pourraient avoir été les Iverni ou un sous-groupe d’entre eux.